# Ajuntament de Falset
L'edifici de l'Ajuntament de Falset, o Palau dels ducs de Medinaceli, és un palau renaixentista protegit com a bé cultural d'interès local. Actual seu de l'Ajuntament, Fou primer palau dels Comtes de Prades, que emparentaren després amb els Ducs de Cardona i encara més tard amb els Ducs de Medinaceli, que és el nom que n'ha perdurat.
És al lloc més alt de la Plaça de la Quartera, plaça porxada que era -i és- el lloc on es desenvolupa el mercat setmanal de Falset. Precisament pren el nom de la Quartera, una enorme peça tallada a la pedra que servia com a mesura estàndard de la quartera de gra, que és al costat de l'entrada de la Casa de la Vila (tot i que la pedra actual és una reconstrucció moderna de l'antiga).

## Descripció
Edifici de sòlida construcció, de planta baixa, entressol i dos pisos, bastit amb carreus fins al primer pis i de maçoneria arrebossada i pintada el segon. Està integrat a la plaça de la Quartera, presenta una estructura porxada amb tres arcs de mig punt emmarcats per quatre pilastres, dues de les quals són compartides per les construccions veïnes. Per sobre corre un fris sostingut per quatre falses columnes coronades per un balcó corregut amb quatre obertures, cobertes per un fris i amb frontons arrodonits als costats i triangular al mig. Al segon pis hi ha les golfes amb una galeria de petites finestres. La façana interior feta de carreus disposa d'una estructura centrada dividida per dos falses columnes i dos de més extremes que donen peu als arcs de mig punt que formen els laterals del porxo. La porta, dovellada, presenta l'escut i la data, amb sengles finestres laterals a l'altura de l'entressol i de la planta baixa.

## Història
Antic palau dels comtes de Prades, l'edifici passà a mans dels ducs de Medinaceli i, finalment, fou adquirit per a instal·lar-hi l'ajuntament.